# GTシリーズ
GT（シリーズ）とは、ドイツで用いられる連接形路面電車の車両形式名を言う。GTはGelenkTriebwagen（連接形自走可能車）の意味。
- デュワグ（現シーメンス）やマン（ブレーメン形〈Typ Bremen〉）など、複数の車両メーカで用いられる。

## 車両形式名
「GT」に続く形式名（GT ***）は、標準的には下記のように付けられる。
- 4, 6, 8 : 連接車の合計の車軸数を表す．
- N, S, M : 軌間を表す。Nは標準軌 (Normalspur)、Sは狭軌(Schmalspur)（軌間1,100 mmなど）、Mはメーターゲージ (Meterspur)（軌間1,067 mm、1,000 mmなど）。
- ZR : 2方向運転可能（Zweirichtung）な車両。両運転台で、両側面に客用扉を持つ。

例えば、熊本市交通局9700形電車（ブレーメン形）の形式は、GT4N-ZRとなる。